# Prehrana v svetu
Organizacija Združenih narodov za prehrano in kmetijstvo - FAO (Food and Agriculture Organization) ocenjujejo, da potrebuje odrasel človek okrog 10.000 Kj (2500 kcal) na dan. V razvitih deželah v Evropi in severni Ameriki pa komaj polovico tega . Vsako leto umre zaradi lakote več kot 20 milijonov ljudi.
Današnji svet je poln nasprotij, tako je tudi pri prehranjevanju:
- na eni strani se ljudje ˝dušijo˝v preobilju hrane.
- na drugi strani pa stradajo.

Podatki navajajo, da dobi 2/3 ljudi na svetu premalo hrane, le 1/3 je uživa dovolje ali celo preveč.
Zasledimo pa še drugo nasprotje:
- število prebivalcev na Zemlji zelo hitro narašča,
- obdelane zemlje za pridelovanje hrane pa je vedno manj.

Po ocenah Organizacijah Združenih narodov je bilo leta 1994 na zemlji 5,66 milijard ljudi. Če se bodo predvidevanja strokovnjakov uresničila, nas bo v naslednjem desetletju spet za milijardo več. Napovedujej, da bo leta 2025 že 8,5 milijard ljudi. Obeta se torej podvojitev prebivalcev našega planeta v primerjavi z začetkom tega desetletja. Proizvodnja hrane, zlasti večanje pridelka, torej ni posledica povečanja obdelovalne zemlje, pač je rezultat večje uporabe strojev, umetnih gnojil, namakanja, selekcije sort, pesticidov (sredstev varstvo rastlin)...
V okviru OZN se razne organizacije trudijo, da bi premagale prehransko krizo v svetu. Uveljavili so se naslednji programi:
- povečati proizvodnjo cenejših živil: žit (riža,pšenice,koruze...)) in stročnic,
- spreminjati prehrambene navade tako, da bi začeli uživati več vrst rastlinske hrane: od 350 000 vrst rastlin jih je  užitna skoraj tretjina, človek pa jih uživa le 50 vrst,
- večja poraba hrane iz morja: alg, proizvodov marikulture in biotehnologije,
- pridobivanje beljakovin s pomočjo mikroorganizmov.